# 寻味顺德
《寻味顺德》（英語：A Bite of Shunde / In Search of Shunde）是2016年中国中央电视台纪录频道和佛山电视台顺德分台联合拍摄的一部美食纪录片，共有三集，介绍了中国广东省佛山市顺德区的美食。这部纪录片由导演刘硕和费牖明所执导，陈晓卿担任总顾问，李立宏担任普通话旁白解说，制作团队大部分由《舌尖上的中国》的制作人员组成。2016年4月19日，顺德华桂园举行了《寻味顺德》的首映仪式，4月30日在中国中央电视台纪录频道首播。

## 制作
2015年，《寻味顺德》的制作组到顺德进行调研和拍摄，在一年里共录制了长达600小时的原始素材，后经过筛选和剪辑，制作成每集50分钟的三集记录片，其中有很多微距摄影镜头，对食物进行特写。2016年6月3日，《舌尖上的中国·寻味顺德》丛书发售。这套丛书附赠了《寻味顺德》纪录片的DVD光盘，丛书内容则是在纪录片的基础上进行延伸研究，将一些研究顺德饮食文化的学者和美食家的研究成果著录成书。2018年6月，制作团队对顺德美食进行进一步的调研，准备拍摄第二季。

## 剧集列表
| 集数 | 標題     | 首播日期      |
| ---- | -------- | ------------- |
| 1    | 乡土之源 | 2016年4月30日 |
| 2    | 匠心独运 | 2016年5月1日  |
| 3    | 美味相传 | 2016年5月2日  |